# Bernd-Martin Müller
Bernd-Martin Müller (* 5. August 1963; † 4. Oktober 2003) war ein Sänger, Musiker, Chorleiter und Songwriter christlicher Popmusik.

## Leben und Wirken
Bernd-Martin Müller wuchs in Altenkirchen in einem stark christlich geprägten Umfeld auf, da sein Vater Herbert Müller Geschäftsführers des evangelikalen Missionswerkes Neues Leben war. In die christliche Musikszene stieg er Ende der 1980er Jahre zunächst als Cellist für etablierte Künstler wie Doris Loh, Hella Heizmann und Wilfried Mann ein. Bald folgten Engagements sowohl für Studiochöre als auch Soloparts in diversen Projekten christlicher Produzenten wie Jochen Rieger, Helmut Jost und Klaus Heizmann. Daneben leitete Bernd-Martin Müller auch einen eigenen Chor namens Christians At Work. 1996 erschien das Debütalbum des Vokaltrios Layna, das er gemeinsam mit seiner Frau Thea Eichholz und Musikerfreund Ingo Beckmann formierte. Es folgten bundesweite Konzertverpflichtungen und vermehrte Mitwirkung auch in der deutschen Lobpreisszene unter anderem als Gastsolist bei Feiert Jesus!
Als Songwriter und Komponist arbeitete Bernd-Martin Müller mit Textern wie Johannes Jourdan und Peter Strauch zusammen und schrieb in der Gemeindepraxis erfolgreiche Lieder wie die Psalmvertonung Wohl dem der nicht wandelt, das sowohl ins Gemeindegesangbuch Ich will dir danken! als auch ins Jugendliederbuch Feiert Jesus! Eingang fand.
Im November 2002 erhielt Bernd-Martin Müller die Diagnose Bauchspeicheldrüsenkrebs. Beim Auftritt der Gruppe Layna für ProChrist im März 2003 konfrontierte er im Interview ein Publikum von rund 200.000 Besuchern der Eröffnungsveranstaltung mit seiner Erkrankung. Er starb wenige Monate später im Alter von 40 Jahren.

## Privates
Bernd-Martin Müller lebte mit seiner Frau Thea Eichholz in Bergneustadt und hinterließ mit ihr zwei Söhne.